# Cupressina cupressiformis
Cupressina cupressiformis là một loài Rêu trong họ Hypnaceae. Loài này được (Hedw.) Müll. Hal. mô tả khoa học đầu tiên năm 1896.